# Paola Bertoni
Paola Bertoni (Ravenna, 5 ottobre 1943 – Ravenna, 5 ottobre 2018) è stata una cantante italiana.

## Biografia
Studentessa di lingue, dopo aver partecipato ad alcuni concorsi canori a livello regionale, partecipa per due anni di seguito al Festival di Castrocaro, nel 1962 (arrivando alle semifinali) e nel 1963 interpretando la canzone Doce doce di Fred Bongusto: viene così scoperta da Alberto Carisch che la mette sotto contratto per una sua etichetta, la MRC (Milano Record Company) e la fa debuttare con il primo 45 giri. Il 29 ottobre 1964 esce Se tu volessi testo di Alberto Testa, musica di Arrigo Amadesi, orchestra di Angel 'Pocho' Gatti.
L'anno successivo partecipa a Un disco per l'estate 1965 con Un gioco d'estate, scritta da Gorni Kramer, classificandosi al terzo posto.
Nel 1966 partecipa al Festival di Sanremo con Se questo ballo non finisse mai, nuovamente a Un disco per l'estate con Accompagnami a casa e alla Mostra Internazionale di Musica Leggera con Venezia no (canzone scritta, tra gli altri, anche da Luciano Beretta).
Cambia poi casa discografica passando alla Tiger e incidendo altri 45 giri fino alla fine del decennio, per poi ritirarsi a vita privata e dedicarsi alla famiglia.

## Discografia parziale

### Singoli
- 1964: Quando sei con lei/Se tu volessi (MRC, A211)
- 1965: Un gioco d'estate/Per favore baciami (MRC, A215)
- 1966: Se questo ballo non finisse mai/Stringimi più forte (MRC, A230)
- 1966: Accompagnami a casa/Non devi insistere (MRC, A231)
- 1966: Venezia no/Night gondola serenade (MRC, 406. Lato B canta Luisa Ghini)
- 1967: Il destino più bello/In riva al mare (Tiger, TG 074)